# Arcidiecéze cambraiská
Arcidiecéze cambraiská (lat. Archdiocesis Cameracensis, franc. Archidiocèse de Cambrai) je francouzská římskokatolická arcidiecéze. Leží na území arrondissementů Avesnes-sur-Helpe, Cambrai, Douai a Valenciennes v departementu Nord v regionu Nord-Pas-de-Calais se sídlem v Cambrai, kde se nachází i katedrála Notre-Dame de Grâce. Arcidiecéze je součástí Lillské církevní provincie.

## Historie
Biskupství bylo v Cambrai založeno na konci 6. století, přibližně roku 580, když sem bylo sídlo diecéze po smrti franského biskupa svatého Vedasta (Vaasta) přesunuto z Arrasu. Ačkoli byla nová diecéze podřízena remešské arcidiecézi, měla v jurisdikci značné území, zahrnující i Bruselský region a Antverpy.

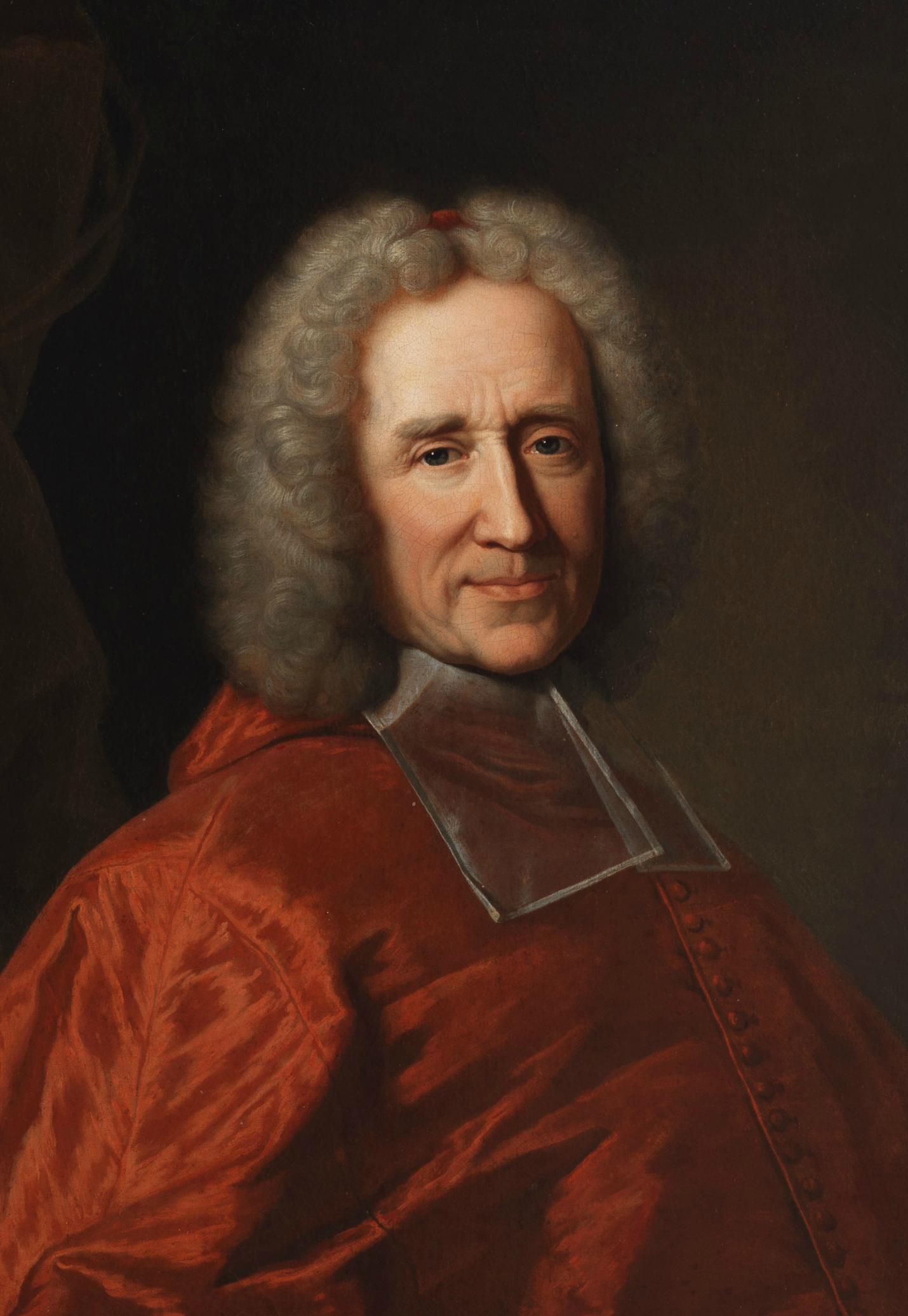
Guillaume kardinál Dubois, arcibiskup z Cambrai, první ministr Francie

V raném středověku byla diecéze součástí Lotharingie a následně Západofranské říše, kde vládl Karel II. Holý, do které připadla na základě Meersenské smlouvy (870). Vzhledem k různým politickým problémům přešla v roce 925 pod německého krále Jindřicha I. Ptáčníka.
Po revoltě Giselberta Lotrinského, která skončila jeho porážkou v bitvě u Andernachu, se vzdal král Ludvík IV. Francouzský Lotharingského území, které připadlo Jindřichovi I.
Král Ota I. Veliký, syn Jindřicha I., ratifikoval roku 941 všechna privilegia udělená franskými panovníky biskupům z Cambrai.
V roce 1007 získalo cambraiské biskupství říšskou bezprostřednost, která byla udělena svatým Jindřichem II. Cambraiští biskupové získali světskou moc nad bývalým hrabstvím Cambrai, čímž byli ustanoveni pány dvanácti peerů z Cambrai. Kníže-biskup z Cambrai se stal Říšským stavem.
Na žádost Filipa II. Španělského byla v roce 1559 vytvořena nová arcidiecéze Mechelen-Brusel, spolu s dalšími jedenácti diecézemi v jižním Nizozemí jako reakce na Reformaci. Tyto změny značně omezily, díky ztrátě velké části území, moc cambraiské diecéze, která byla povýšena na metropolitní arcidiecézi se sufragánními diecézemi Saint-Omer, Tournai a Namur.
Za vlády krále Ludvíka XIV. se stalo arcibiskupství po obléhání Cambrai v roce 1677 konečně francouzským, což bylo potvrzeno Nijmegenským mírem (1678, 1679). Od roku 1790 se stala Cambrai součástí nového departementu Nord. Arcidiecéze se stala po konkordátu z roku 1801 opět pouze diecézí, podřízenou pařížské arcidiecézi, nově zahrnující území zrušených diecézí Tournai, Ypres a Saint-Omer. V roce 1817 se dohodl papež Pius VII. s králem Ludvíkem XVIII. na založení diecéze v Lille, což ale tvrdě odmítal Louis de Belmas, ústavní biskup biskup z Cambrai. Ihned po jeho smrti, roku 1841, se stala Cambraiská diecéze podruhé metropolitní arcidiecézí se sufragánní arraskou diecézí.
25. října 1913 byla zřízena lillská diecéze, která se stala druhou sufragánní diecézí cambraiské arcidiecéze. Lillská diecéze byla v roce 2008 povýšena na metropolitní arcidiecézi se sufragánní arcidiecézí cambraiskou (které z historických důvodů zůstal titul arcidiecéze) a diecézí Arras.

## Arcibiskup z Cambrai
V letech 2002–2018 byl arcibiskupem z Cambrai Mons. François Garnier (poslední cambraiský metropolita, následně sufragánní arcibiskup s doživotním právem užívání pallia). Dne 25. května 2018 byl Vincent Dollmann, pomocný biskup štrasburský, ustanoven biskupem-koadjutorem v Cambrai. Arcibiskupem z Cambrai se stal po smrti. Mons. Garniera dne 15. srpna 2018.

### Významní arcibiskupové
- François Fénelon, vychovatel Ludvíka Francouzského
- kardinál Guillaume Dubois, první ministr Francie
- Charles de Saint-Albin, legitimizovaný syn regenta Francie Filipa II.